# Lucia Dörffel
Lucia Dörffel (* 22. März 2000 in Chemnitz) ist eine deutsche Sportkletterin.

## Karriere
Seit der Saison 2014/15 gehört Lucia Dörffel zum deutschen Nationalkader. Bei den Jugendweltmeisterschaften in Arco 2019 gewann sie Bronze im Bouldern und in der Kombination.
In der olympischen Qualifikationsserie in Shanghai und Budapest im Frühjahr 2024 qualifizierte sie sich für die Olympischen Sommerspiele 2024 in Paris. Dort belegte sie den 16. Platz.
Dörffel klettert auch am Fels. Unter anderem gelangen ihr die Begehungen der Boulder  One Summer in Paradise (8B), Pura Vida (8A+) und Le pilier (8A).
Sie studiert an der Technischen Universität München Sportwissenschaft.